# High Scardus Trail
Der High Scardus Trail ist ein 301 Kilometer langer Fernwanderweg, der sich auf 20 Tagesetappen entlang der Gebirgsketten im Grenzgebiet von Kosovo, Albanien und Nordmazedonien erstreckt – vom Ljuboten (2498 m. i. J.) im Nordosten bis zum Ohridsee im Südwesten. Er führt durch insgesamt sechs Schutzgebiete.
| Länge              | 301 km (aufgeteilt in 3 Teilabschnitte mit Shuttlestrecken dazwischen)                                                                                 |
| Lage               | Nordmazedonien, Kosovo und Albanien |
| Markierungsbereich | Rot-weiß in Nordmazedonien, rot-weiß-rot im Kosovo und in Albanien                                                                                     |
| Startpunkt         | Staro Selo, Nordmazedonien 42° 9′ N, 21° 8′ O |
| Zielpunkt          | Ohridsee, Sveti Naum, Nordmazedonien 40° 54′ 49″ N, 20° 44′ 26″ O                                                                                      |
| Typ                | Fernwanderweg |
| Höhenunterschied   | 22.500 m |
| Höchster Punkt     | 2.764 m (Korab) |
| Niedrigster Punkt  | 689 m |
| Schwierigkeitsgrad | Moderat (überwiegend auf Bergwegen mit rotem Punkt gemäß Klassifizierung der Wege im Wegehandbuch der Alpenvereine), teilweise auch weglose Abschnitte |
| Monate             | Mitte Juni bis Mitte Oktober (einige Almen sind nur bis Mitte September bewirtschaftet)                                                                |

## Charakteristik
Der High Scardus Trail verläuft im Wesentlichen entlang der Gebirgszüge von Šar Planina (Sharr-Gebirge) sowie weiter südlich jener von Korab, Dešat, Jablanica und Galičica. Der Fernwanderweg verläuft dabei meist in Kammnähe in alpinem Gelände und erreicht auf dem Gipfel des Korab (Maja e Korabit bzw. Golem Korab) mit 2764 m. i. J. seine größte Höhe, die auch gleichzeitig der höchste Punkt des gesamten Westbalkans darstellt.
Da das Markierungs- und Beschilderungssystem noch nicht internationalen Standards entspricht, die Tagesetappen durch einsame, meist alpine Landschaften führen und konditionell herausfordernd sind, richtet sich der High Scardus Trail an selbständige und erfahrene Weitwanderer, die auch im Umgang mit GPX-Geräten geübt sind.
2021 wies der High Scardus Trail noch zwei Lücken auf, die jedoch in Zukunft geschlossen werden sollen.

## Geschichte
Motiviert vom Erfolg des Fernwanderweg Peaks of the Balkans hat die Deutsche Gesellschaft für internationale Zusammenarbeit (GIZ) die Initiative ergriffen, mit dem High Scardus Trail einen weiteren transnationalen Fernwanderweg für die Förderung des nachhaltigen Tourismus und der regionalen Entwicklung in diesem strukturschwachen Bereich des Westbalkans zu entwickeln.
Dabei ergibt der Gebirgszug zwischen Ljuboten und Galičica eine in sich geschlossene Gebirgsregion, die sich über drei Länder erstreckt. Auf der Basis des High Scardus Trails sollen in Zukunft weitere Produkte für einen nachhaltigen Bergtourismus entwickelt werden und so die Basis für eine gemeinsame Tourismusdestination gelegt werden.
Die ersten Aktivitäten gehen auf das Jahr 2016 zurück, wobei zuerst in enger Zusammenarbeit mit lokalen Experten (Alpine Vereine, Gemeinden, Schutzgebiete, lokale Guides und Reiseveranstalter etc.) der Routenverlauf, der oftmals alten Handels-, Hirten- und Schmugglerpfaden folgt, festgelegt wurde. In den folgenden Jahren konnte Schritt für Schritt eine Basisinfrastruktur für den Fernwanderweg errichtet und Wanderkarten aufgelegt werden.
Mit Stand Frühjahr 2022 wurde eine einheitliche Datenbasis hergestellt, wodurch nunmehr das selbständige Wandern mit GPX-Anwendung möglich ist. Aktuell gibt es Anstrengungen, die Infrastruktur zu verbessern, denn der High Scardus Trail fordert nach wie vor selbständige Weitwanderer mit großem Abenteuergeist. In Zukunft ist dann die Einrichtung einer transnationalen Trägerstruktur und eines regionalen Buchungscenters geplant.

## Wandern auf dem Trail

### Wegverlauf
Der High Scardus Trail verläuft fast durchgehend durch oft sehr abgeschiedene Gebirgsregionen in alpiner Landschaft zwischen 1000 m und 2764 m. i. J. Dabei wird oft Gipfelkämmen gefolgt beziehungsweise parallel zu ihnen durch eine alpine Heidelandschaft gewandert. Deshalb ist der Weg nur für erfahrene alpine Bergwanderer geeignet. Während sich der Trail im nördlichen Teil (Etappen 1 bis 14) oft oberhalb der Waldgrenze befindet, ist der Waldanteil entlang des Weges im südlichen Abschnitt deutlich höher.
Der High Scardus Trail verläuft durch sechs Schutzgebiete. In der Reihenfolge der Erwanderung entlang des Trails sind dies: Nationalpark Šar Planina (Nordmazedonien), Nationalpark Sharr (Kosovo), Naturpark Korab-Koritnik (Albanien), Mavrovo-Nationalpark (Nordmazedonien), Nationalpark Shebenik-Jablanica (Albanien) und Nationalpark Galičica (Nordmazedonien).
Die Gesamtroute wie auch die einzelnen Etappen sind im Detail auf der offiziellen Website des High Scardus Trails nachzulesen.
Der High Scardus Trail kann – abgesehen vom offiziellen Start in Staro Selo – auch in den meisten anderen Orten begonnen werden. Nur an den Etappenpunkten Ljuboten-Hütte, Kobilica-Hütte, Grama und Qafa e Kryqit ist ein Start aufgrund der Erreichbarkeit nicht möglich.
Insgesamt werden entlang des High Scardus Trails achtmal Staatsgrenzen zwischen Nordmazedonien, Albanien und dem Kosovo auf nicht offiziellen Grenzübergängen (grüne Grenze) überschritten. Die dafür nötigen Dokumente müssen vorab eingeholt werden.

### Orientierung und Markierung
Aufgrund der Grenznähe und der bewegten Geschichte des Westbalkans wurden viele vom High Scardus Trail benutzte Wege in den letzten Jahrzehnten nur wenig genutzt und erst im Zuge des High Scardus Trails erstmals markiert, während andere Wege wie zum Beispiel am Gipfel des Korab oder im Galičica-Nationalpark schon länger für den Wandertourismus genutzt wurden. Somit ist der Standard der Beschilderung und Markierung aktuell noch nicht einheitlich und auf längeren Passagen noch nicht mit dem eines Fernwanderweges in schon länger etablierten Tourismusregionen vergleichbar. Zudem ist der High Scardus Trail Stand Frühjahr 2022 noch nicht als solcher beschildert, auch wenn er durchgehend auf mehr oder weniger gut markierten Wanderwegen verläuft. Das bedeutet, dass derzeit auf vielen Etappen eine reibungsfreie Orientierung nur unter Zuhilfenahme eines GPS-Gerätes möglich ist.

### Reiseplanung
Anreise: Die Anreise ist je nach Wohnort per Auto oder per Flugzeug möglich. Als internationale Zielflughäfen bieten sich an:
- Skopje (SKP) in Nordmazedonien
- Pristina (PRN) im Kosovo
- Kukës (KFZ) in Albanien
- Tirana (TIA) in Albanien
- Ohrid (OHD) in Nordmazedonien

### Übernachtungsmöglichkeiten
Die Übernachtungsmöglichkeiten entlang des High Scardus Trails sind sehr unterschiedlich und reichen von komfortablen 4*-Hotels in größeren Orten über familiäre Gästehäuser in den Bergdörfern bis zu alpinen Schutzhütten und einfachen Almhütten. In einzelnen Etappenorten gab es 2022 noch keine adäquaten beziehungsweise gesicherten Übernachtungsmöglichkeiten.

### Ortschaften am Trail
Die Etappenorte direkt am Trail sind oft Bergdörfer (z. B. Gornje Lubinje, Veshala, Brod, Jablanica, Radomira und Rabdisht). Manchmal wird jedoch auch auf Berghütten (Ljuboten-Hütte, Kobilica-Hütte und Magaro-Hütte) oder auf Almen (Grama, Qafa e Kryqit) übernachtet. Seit der Saison 2023 können Buchungen über die offizielle Trail-Website organisiert werden.
Im Nahbereich des High Scardus Trails befinden sich folgende Städte, von denen aus der High Scardus Trail innerhalb von 40 Minuten mit dem Auto erreicht werden kann: Tetovo und Ohrid in Nordmazedonien, Prizren im Kosovo sowie Peshkopi in Albanien. Die Anreise aus den Hauptstädten Pristina (Kosovo) und Skopje (Nordmazedonien) zum High Scardus Trail betragen zwischen einer und anderthalb Stunden, während Tirana (Albanien) etwa drei Stunden vom High Scardus Trail entfernt liegt.
Selbst organisierten Wanderern wird aktuell die Mitnahme eines GPS-Gerätes zur Orientierung entlang des Trails unbedingt empfohlen.